# デトロイトピザ

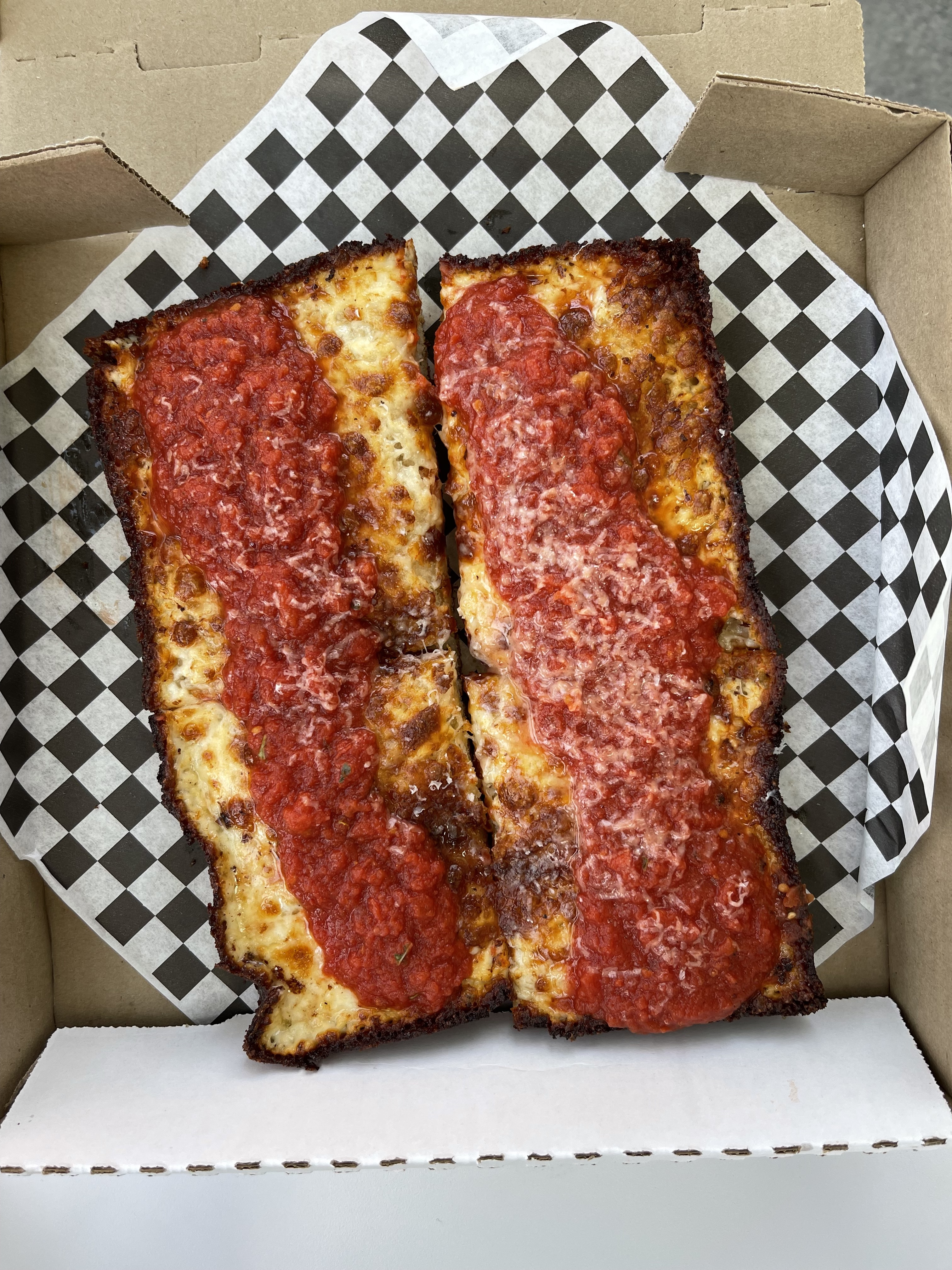
デトロイトピザの例

デトロイトピザ、デトロイト風ピザ、デトロイトスタイルピザ（英語: Detroit-style pizza）は、アメリカ合衆国・ミシガン州デトロイト発祥とされるピザ。

## 概要
一般的にピザは円形をしていることが多いが、デトロイトピザは四角形をしており、一般的なピザよりもピザ生地が厚めとなっているのが特徴である。
ピザ生地に厚みがあることで、トッピングに触れる上部はふっくらとしており、底に近くなるにつれてカリッとした2種類の触感が楽しめる。生地はピザ生地というよりはパンに近いソフトな食感をしており、その生地をカリッと焼き上げるのがデトロイトピザの特徴である。
トッピングは、ペパロニ、ピーマン、チーズ、トマトソースが定番となっている。また、一般的なピザはピザ生地の上にソースを塗り、その上にトッピングを行うが、デトロイトピザはピザ生地の上にまずトッピングとチーズを乗せ、最後にスパイシーなソースをかけてから焼き上げるのも特徴となっている。
壁面の高い鉄製かアルミ製のパン皿で焼き上げるのだが、焼いている最中に端のチーズが溶けて、パン皿の熱で縁がカリカリになる。

## 歴史
デトロイトピザの起源は、デトロイトにあるピザ店が起源とされる。
元々はピザ店のオーナー男性が経営していたバーの新メニューとしてオーナー夫人の母の手料理をヒントにした、四角形で厚みのあるデトロイトピザを考案した。
デトロイトといえば自動車産業で知られるが、デトロイトピザを象徴する四角形は、自動車工場で使われていたパーツ用のアルミトレイで焼いたためだと言われている。